# Hebius taronense
Espèce
Synonymes
- Natrix venningi taronensis Smith, 1940
- Amphiesma venningi taronensis (Smith, 1940)
- Amphiesma taronense (Smith, 1940)

Hebius taronense est une espèce de serpents de la famille des Natricidae. 

## Répartition
Cette espèce est endémique du Nord de l'État Kachin en Birmanie.

## Étymologie
Son nom d'espèce, composé de taron et du suffixe latin -ense, « qui vit dans, qui habite », lui a été donné en référence au lieu de sa découverte, la rivière Taron.

## Publication originale
- Smith, 1940 : The amphibians and reptiles obtained by Mr. Ronald Kaulback in Upper Burma. Records of the Indian Museum, vol. 42, p. 465-486.